# Trichocerca scipio
Trichocerca scipio is een raderdiertjessoort uit de familie Trichocercidae. De wetenschappelijke naam van deze soort is voor het eerst geldig gepubliceerd in 1886 door Gosse.